# 繼昌 (嘉慶舉人)
繼昌（1776年—1829年），字述之、述亭，号蓮龕，拜都氏，满洲正白旗人。清朝官员，举人出身。

## 生平
嘉慶五年，庚申科舉人。嘉庆十一年，翰林院侍讀。十四年，浙江督糧道。嘉庆二十三年十月二十，由大理寺卿调代，二十五年十月十三（1820年11月18日），任命廣西布政使。道光元年（1821年），丁忧免任。道光四年，馬蘭鎮總兵。五年，江蘇布政使，转浙江布政使。六年，江西布政使。
著有《塵定軒詩詞抄》、《尘定轩谈粹》，校刊《抱朴子内外篇》。

## 家庭
- 曾祖布蘭泰，鑲黃旗滿洲副都統署理馬蘭镇總兵、江西巡抚。
- 祖父永亮，乾隆甲子舉人，著有《晚香堂詩》。
- 父伊湯安，乾隆辛卯舉人，雲南、河南按察使。
- 胞兄嘉慶十四年（1809年）己巳恩科进士鍾昌 (嘉慶進士)。
- 妻是道光帝和妃亲侄女那拉氏（和妃兄弟延豐之女）。